# Ann Rutherford

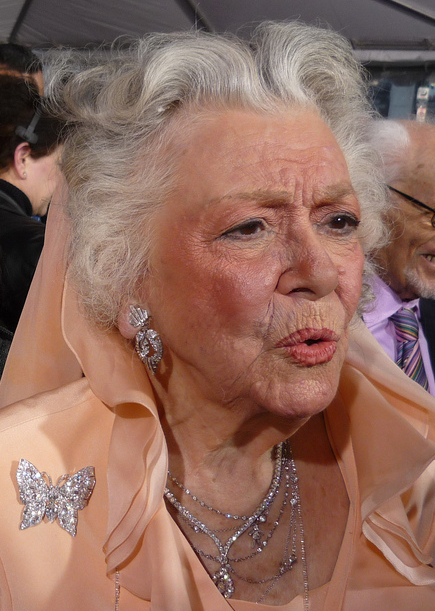
Ann Rutherford în 2010

Therese Ann Rutherford (n. 2 noiembrie 1917, Vancouver, Columbia Britanică, Canada – d. 11 iunie 2012, Beverly Hills, California, Statele Unite), cunoscută ca Ann Rutherford, a fost o actriță canadiano-americană de film, radio și televiziune. A avut o lungă carieră, interpretând rolul lui Polly Benedict de-a lungul anilor 1930 și 1940 în serialul Andy Hardy și Carreen O'Hara, sora lui Scarlett O'Hara, din filmul Pe aripile vântului (1939).

## Filmografie

### Filme artistice
| - Waterfront Lady (1935) - Melody Trail (1935) - The Fighting Marines (1935) - The Singing Vagabond (1935) - The Oregon Trail (1936) - The Lawless Nineties (1936) - Doughnuts and Society (1936) - Comin' 'Round the Mountain (1936) - The Harvester (1936) - The Lonely Trail (1936) - Down to the Sea (1936) - The Devil Is Driving (1937) - Public Cowboy No. 1 (1937) - The Bride Wore Red (1937) - Live, Love and Learn (1937) - You're Only Young Once (1937) - Of Human Hearts (1938) - Judge Hardy's Children (1938) - Love Finds Andy Hardy (1938) - Out West with the Hardys (1938) - Dramatic School (1938) - A Christmas Carol (1938) - Four Girls in White (1939) - The Hardys Ride High (1939) - Andy Hardy Gets Spring Fever (1939) - These Glamour Girls (1939) - Dancing Co-Ed (1939) - Gone with the Wind (1939) - Judge Hardy and Son (1939) | - The Ghost Comes Home (1940) - Andy Hardy Meets Debutante (1940) - Pride and Prejudice (1940) - Wyoming (1940) - Keeping Company (1940) - Andy Hardy's Private Secretary (1941) - Washington Melodrama (1941) - Whistling in the Dark (1941) - Life Begins for Andy Hardy (1941) - Badlands of Dakota (1941) - This Time for Keeps (1942) - The Courtship of Andy Hardy (1942) - Orchestra Wives (1942) - Whistling in Dixie (1942) - Andy Hardy's Double Life (1942) - Happy Land (1943) - Whistling in Brooklyn (1943) - Bermuda Mystery (1944) - Two O'Clock Courage (1945) - Bedside Manner (1945) - The Madonna's Secret (1946) - Murder in the Music Hall (1946) - Inside Job (1946) - The Secret Life of Walter Mitty (1947) - Adventures of Don Juan (1948) - Operation Haylift (1950) - They Only Kill Their Masters (1972) - Won Ton Ton, the Dog Who Saved Hollywood (1976) |

### Scurt metraj
- Annie Laurie (1936)
- Carnival in Paris (1937)
- Andy Hardy's Dilemma (1938)
- Angel of Mercy (1939)
- Screen Snapshots: Sports in Hollywood (1940)
- Unusual Occupations: Film Tot Holiday (1947)